# LFM (Suisse)
Pour les articles homonymes, voir LFM.
 (mai 2018).
Si vous disposez d'ouvrages ou d'articles de référence ou si vous connaissez des sites web de qualité traitant du thème abordé ici, merci de compléter l'article en donnant les références utiles à sa vérifiabilité et en les liant à la section « Notes et références ».
 (mai 2018).
LFM est une station de radio privée locale, suisse, créée en 2008, ayant son siège à Lausanne.

## Histoire
Cette station de radio est créée le 5 mai 2008 à Lausanne. Elle prend la succession de Radio Acidule, Nostalgie-Lausanne et Lausanne FM. Elle émet depuis Lausanne, sur le bassin lémanique et dans le canton de Vaud. Elle est gérée par la régie publicitaire Media One Contact SA. 
Depuis le 15 décembre 2009, elle diffuse également dans le canton de Genève. LFM est la propriété d'Antoine de Raemy, également propriétaire de One FM à Genève.
La rédaction collabore avec les Radios Régionales Romandes (RRR) et la rédaction genevoise de ONE FM et RADIO LAC.
Elle est diffusée sur la TNT Grand Genève depuis le 12 juin 2020 et dans le Jura depuis le 23 décembre 2020.

### Voix de la station
Les voix principales de la station sont Sibylle Blanc et Lionel Tua.

## Identité visuelle

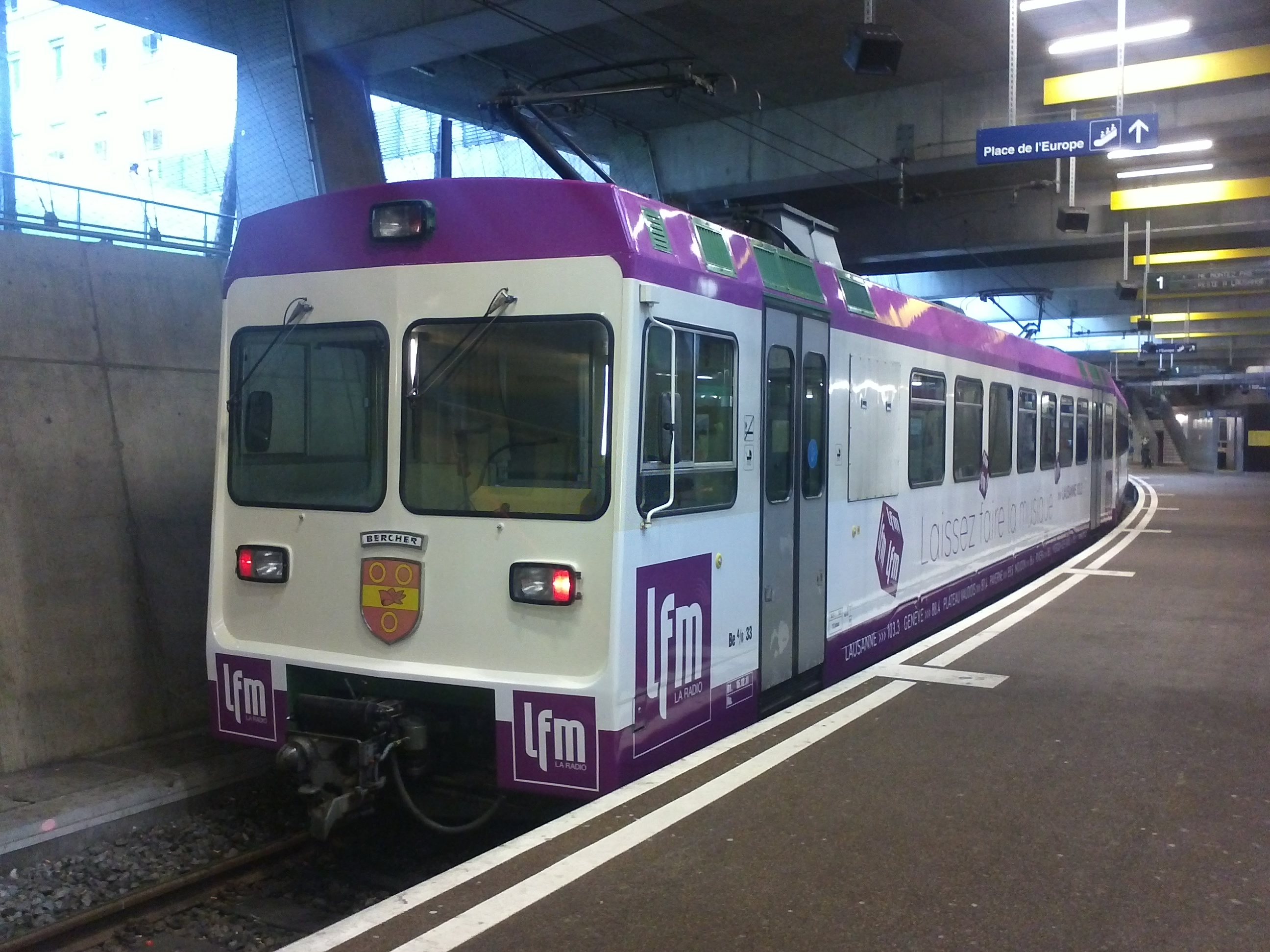
Be 4/8 no 33 du LEB portant la livrée publicitaire à l'identité visuelle de LFM.

En 2012, LFM fait apposer une livrée publicitaire à son identité visuelle sur une rame du LEB.